# ガブリエル・ペリ駅
ガブリエル・ペリ駅 (ガブリエル・ペリえき、仏：Gabriel Péri) は、フランス・パリ北西のアニエール＝シュル＝セーヌとジュヌヴィリエの境にあるメトロ13号線 (地下鉄) の駅。

## 概要
ガブリエル・ペリ駅は、パリの地下鉄メトロ13号線の駅。パリ北西のアニエール＝シュル＝セーヌとジュヌヴィリエの境にあり、両自治体の境界線であるガブリエル・ペリ大通り （Avenue Gabriel Péri）がバ通り （Rue des Bas）から分岐する場所に位置している。
1980年5月3日、13号線のガブリエル・ペリ＝アニエール＝ジュヌヴィリエ駅 （Gabriel Péri — Asnières — Gennevilliers）として開業した。2008年6月14日、同線が北方のアニエール＝ジュヌヴィリエ＝レ・クルティーユ駅まで延伸したのに伴い、ガブリエル・ペリ駅に改名した。駅名は、第二次世界大戦中に対独レジスタンス運動に参加して処刑された共産党員ガブリエル・ペリに因んで名付けられた。ペリは処刑前に、次のような手紙を残していた。

## 歴史
- 1980年5月3日、メトロ13号線のガブリエル・ペリ＝アニエール＝ジュヌヴィリエ駅として開業。
- 2008年6月14日、メトロ13号線の延伸に伴い、ガブリエル・ペリ駅に改名。

## 駅周辺
- シムティエール・デ・シヤン （Cimetière des Chiens） - 世界最初の動物霊園といわれている。クリシー橋の近くにある。

## 隣の駅
パリメトロ
■13号線
レザニェット駅 （Les Agnettes） - ガブリエル・ペリ駅 - メリー・ド・クリシー （Mairie de Clichy）